# Vanderbilt Elimination Race 1906
La Vanderbilt Elimination Race 1906 fu una corsa automobilistica per decidere le cinque vetture che avrebbero rappresentato gli Stati Uniti nella Vanderbilt Cup 1906 e fu la V gara della Formula Grand Prix.
La partenza avvenne alle 6:00 del mattino del 22 Settembre e le vetture partirono, intervallate tra di loro di 1 minuto, seguendo l'ordine dei numeri. La gara venne vinta da Joe Tracy su locomobile.

## Resoconto

### Risultati
| Pos. | Nº | Pilota             | Auto             | Giri | Tempo         |
| ---- | -- | ------------------ | ---------------- | ---- | ------------- |
| 1    | 12 | Joe Tracy          | Locomobile 90 hp | 10   | 5:27:45       |
| 2    | 6  | Hubert Le Blon     | Thomas           | 10   | +23:20        |
| 3    | 14 | H.N. Harding       | Haynes           | 10   | +57:06        |
| NC   | 2  | Herbert Lyttle     | Pope-Toledo      | 8    | +2 Giri       |
| NC   | 5  | J. Walter Christie | Christie         | 7    | +3 Giri       |
| NC   |    | Frank Lawell       | Frayer-Miller    | 7    | +3 Giri       |
| Rit  | 4  | Gustave Caillois   | Thomas           | 5    |               |
| Rit  | 16 | Richard Belden     | Frayer-Miller    | 4    |               |
| Rit  | 7  | Montague Roberts   | Thomas           | 4    |               |
| Rit  | 1  | Ernest Keeler      | Oldsmobile       | 1    |               |
| Rit  | 3  | Ralph Mongini      | Matheson         | 0    | Gomma esplosa |
| Rit  | 8  | Lee A. Frayer      | Frayer-Miller    | 0    |               |